# حملات ژانویه ۲۰۱۵ ایل-دو-فرانس
از ۷ تا ۹ ژانویه ۲۰۱۵، حملات تروریستی در سراسر منطقه ایل-دو-فرانس، به ویژه در پاریس رخ داد. سه مهاجم در چهار حمله تیراندازی در مجموع ۱۷ نفر را کشتند و پلیس سه مهاجم را کشت. در این حملات ۲۲ نفر دیگر نیز زخمی شدند. حمله پنجم تیراندازی منجر به کشته شدن نفر نشد. القاعده در شبه جزیره عربستان مسئولیت را بر عهده گرفت و گفت که این حملات هماهنگ از سالها قبل برنامه‌ریزی شده بود. ادعای مسئولیت حمله مرگبار به این مجله در ویدیویی نشان داده شد که فرمانده القاعده، نصر بن علی العنسی، و تصاویر کواچی‌ها را در پس زمینه نشان می‌دهد. با این حال، در حالی که مقامات می‌گویند ویدئو معتبر است، هیچ دلیلی بر کمک القاعده به انجام حملات وجود ندارد. آمدی کولیبالی که مرتکب تیراندازی در مونتروژ و محاصره سوپرمارکت هایپر کچر کوشر شد ادعا کرد که او قبل از مرگ به داعش تعلق داشت.

## خلاصه حملات

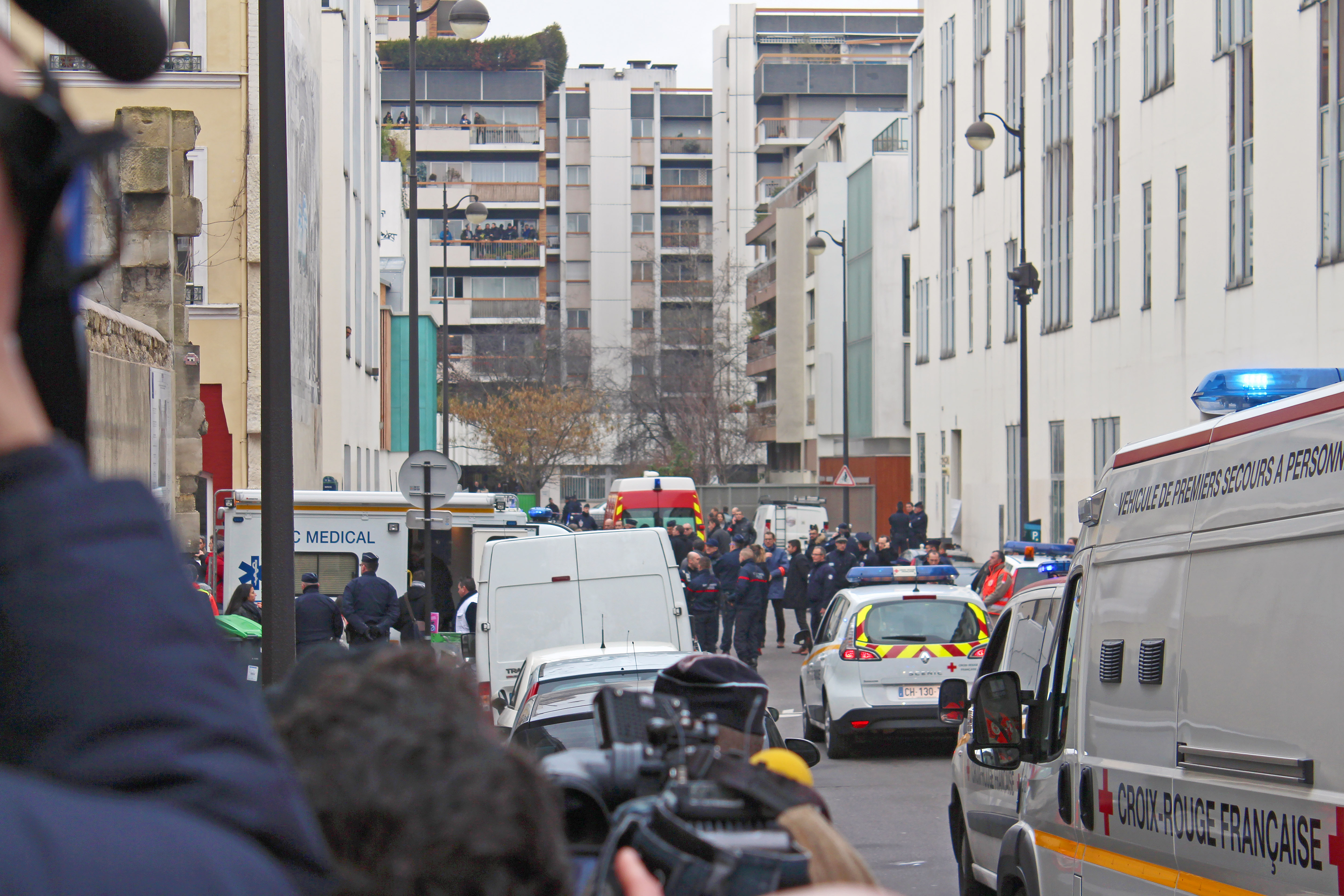
حملات ژانویه ۲۰۱۵ ایل-دو-فرانس

این حملات از ۷ ژانویه آغاز شد، زمانی که دو فرد مسلح به مقر روزنامه طنز " چارلی ابدو " حمله کردند و در نتیجه ۱۲ نفر کشته و ۱۲ نفر دیگر زخمی شدند. در ۹ ژانویه، پلیس مهاجمان را در یک شهرک صنعتی در دامارتین آن گوله ردیابی کرد، جایی که آنها یک گروگان گرفتند. فرد مسلح دیگری در ۸ ژانویه به یک افسر پلیس شلیک کرد. او چهار قربانی دیگر را کشت و در ۹ ژانویه در یک سوپرمارکت کوشر در نزدیکی بندر وینسن گروگان گرفت. نیروهای مسلح و پلیس فرانسه حملات همزمان را در دمارتین و پورت دو وینسن انجام دادند و هر سه مهاجم را کشتند. پس از ۱۲ ژانویه ۲۰۱۵ و به مدت نامشخص، به عنوان بخشی از عملیات سنتینل، تقریباً ۱۰٬۵۰۰ پرسنل نظامی در فرانسه برای تأمین امنیت ۸۳۰ مکان حساس (مدرسه، کلیساها، سازمان‌های مطبوعاتی و غیره) در فرانسه مستقر شدند.
در آن زمان، این حملات شامل مرگبارترین اقدام تروریستی در فرانسه از زمان بمب‌گذاری قطار ویتری-لو-فرانسوا در سال ۱۹۶۱ توسط سازمان ارتش سری (OAS) بود که علیه استقلال الجزایر کار می‌کرد. ده ماه بعد، در حملات نوامبر ۲۰۱۵ پاریس، تلفات پیشی گرفت.

## زمینه
در دسامبر ۲۰۱۴، سه حمله در یک بازه سه روزه در فرانسه رخ داد.
اولین حمله در ژوئه لتور رخ داد که در آن یک مرد چاقو دست به یک ایستگاه پلیس حمله کرد و سه افسر را قبل از کشته شدن زخمی کرد. حمله دوم در دیژون اتفاق افتاد که در آن مردی قبل از دستگیری با استفاده از وسیله نقلیه یازده عابر پیاده را در چندین منطقه زیر گرفت. حمله سوم در نانت رخ داد که در آن حمله وسایل نقلیه در بازار کریسمس منجر به زخمی شدن ده نفر و یک کشته شد. راننده پس از اقدام به خودکشی دستگیر شد.
اگرچه دولت فرانسه به این نتیجه رسید که این حملات مربوط به یکدیگر نیستند، اما امنیت کشور را افزایش داده و ۳۰۰ سرباز را برای گشت زنی در خیابانهای کشور اعزام کرد.

## حملات

### تیراندازی شارلی ابدو
اولین و مرگبارترین حملات در ساعت ۱۱:۳۰ CET در ۷ ژانویه ۲۰۱۵ در دفاتر شارلی ابدو رخ داد. مجله شارلی ابدو با هدف کنایه از دین، سیاست و سایر موضوعات از سال ۱۹۷۰ شروع به انتشار کرد. در سال ۲۰۰۶، شارلی ابدو کاریکاتورهای جنجالی محمد را چاپ کرد که در اصل در روزنامه دانمارکی Jyllands-Posten منتشر شد. ژاک شیراک، رئیس‌جمهور فرانسه از تصمیم آنها برای درج کارتون انتقاد کرد و آن را «تحریک آشکار» خواند. در سال ۲۰۱۱، دفاتر مجله پس از انتشار کاریکاتور پیامبر اسلام توسط بمب بنزینی تخریب شدند. دو فرد مسلح که بعداً به آنها شریف کواشی و سعید کواشی معرفی شد، وارد ساختمان شدند و هشت کارمند، دو افسر پلیس و دو نفر دیگر را به ضرب گلوله کشته و یازده نفر دیگر را زخمی کردند. در پی تیراندازی عاملان جنایت از صحنه گریختند. علی‌رغم پاسخ پلیس به وضعیت و رسیدن حادثه هنگام خروج فرد مسلح، دو فرد مسلح توانستند با ماشین فرار کنند. اتومبیل فراری فرد مسلح رها شده پیدا شد - پس از تصادف با وسیله نقلیه دیگر در حدود ۲ مایلی شمال محل تیراندازی در دفاتر شارلی ابدو. محققان کوکتل مولوتف و پرچم‌های جهادی را در خودرو پیدا کردند. گفته می‌شود که انگیزه اصلی این تیراندازی کاریکاتورهای شارلی ابدو است که بسیاری از رهبران اسلامی را مسخره می‌کند. این تیراندازی در سطح بین‌المللی مورد محکومیت گسترده‌ای قرار گرفت و عزای عمومی در ۸ ژانویه در فرانسه برگزار شد.

### تیراندازی‌های Fontenay-aux-Roses و Montrouge
اولین تیراندازی در ۷ ژانویه، چند ساعت پس از حمله شارلی ابدو رخ داد. مرد ۳۲ ساله ای که در فونتنه-او-رز برای دویدن بیرون از منزل بود، زخمی شد. این مرد از ناحیه دست و کمر آسیب دید و از ۱۱ ژانویه در وضعیت وخیمی قرار داشت. پوسته‌های محافظ که در محل حادثه پیدا شد بعداً به سلاحی که کولیبالی در بحران گروگانگیری سوپرمارکت هایپر کچر کوشر در ۹ ژانویه حمل کرده بود مرتبط شد. با این حال، فرد دونده دخالت کولیبالی را رد کرد و عمار رمدانی، دوست کولیبالی را به عنوان فرد مسلح شناخت.
در ۸ ژانویه، کولیبالی، کلاریسا ژان فیلیپ، افسر پلیس شهرداری را در محل اتصال خیابان پی یر بروسولت و خیابان دو لا پایکس در مونتروژ (حومه پاریس) شلیک کرد و یک رفتگر خیابان را به شدت زخمی کرد. در حالی که پلیس به جستجوی مظنونان شارلی ابدو ادامه داد، آنها در ابتدا این ایده را که می‌تواند ارتباطی بین این تیراندازی و قتل‌های شارلی ابدو وجود داشته باشد رد کردند، اما بعداً تأیید کردند که آنها در واقع با هم ارتباط داشتند.
شنیده‌ها حاکی است که کولیبالی برای اعلام بیعت با داعش، یک سازمان تروریستی سلفی، شنیده شد.

### بحران گروگان‌گیری دامارتین-آن-گوله
در ۹ ژانویه، مهاجمان تیراندازی شارلی ابدو،شریف کواشی و سعید کواشی، به دفتر Création Tendance Découverte، یک شرکت تولید علامت در یک شهرک صنعتی در دامارتین-آن-گوله رفتند. در داخل ساختمان میشل کاتالانو مالک و یک کارمند مرد، لیلیان لپیر طراح گرافیک ۲۶ ساله حضور داشتند. در حصر، کاتالانو به لپیر گفت که در داخل سردخانه مخفی شود. در طول بحران، عاملان این امر از حضور لپیر در ساختمان اطلاع نداشتند. در حین محاصره، یک فروشنده به نام دیدیه برای تجارت به ساختمان رفت و کاتالانو دفتر خود را، جایی که مخفی شده بود، ترک کرد. با مقصر مواجه شد و خواستار ترک شد. دیدیه متوجه تروریست بودن آنها شد و به سرعت مقامات را از این امر آگاه کرد.
کاتالانو به ساختمان بازگشت و به یکی از عاملانی که در تیراندازی قبلی زخمی شده بودند کمک کرد. بعد از یک ساعت به او اجازه داده شد که برود. پس از این، لپر، که در یک جعبه مقوایی مخفی شده بود، توانست از طریق پیام کوتاه مقامات را از وضعیت مطلع کند. این محاصره پس از ۹ ساعت در ساعت ۱۶:۳۰ پس از یورش نیروهای مسلح فرانسه و پلیس به ساختمان پایان یافت و هر دو برادر کوآچی، مهاجمان را کشت.

### محاصره سوپر مارکت Hypercacher Kosher
همچنین در ۹ ژانویه، آمدی کولیبالی، مجهز به چندین سلاح حمله ای، وارد یک سوپرمارکت بزرگ Hypercacher کوشر در Porte Vincennes در شرق پاریس شد. آمدی کولیبالی چهار نفر را کشت و چندین گروگان گرفت. گفته می‌شود کولیبالی با پیشرفت محاصره‌ها با برادران کوآچی در تماس بوده و به پلیس گفته‌است که اگر به برادران آسیب برسد، گروگان‌ها را می‌کشد و ثابت می‌کند که این حملات به نوعی به هم متصل شده‌اند.
هنگامی که پلیس به مغازه مواد غذایی حمله کرد، کولیبالی را به ضرب گلوله کشت. پانزده گروگان نجات یافتند. در جریان این حادثه چندین نفر زخمی شدند. لاسانا باتلی، دستیار مغازه مسلمان متولد مالی، به دلیل به خطر انداختن جان خود برای پنهان کردن افراد از فرد مسلح در اتاق یخچال طبقه پایین و کمک به پلیس پس از فرار از بازار، به عنوان قهرمان در بحران شناخته شد. حیات بومددین، شریک کولیبالی در جنایت و همسر وی، مشکوک بود که در جریان این حادثه حضور داشته باشد اما بعداً تأیید شد که وی قبل از وقوع هرگونه تیراندازی، فرانسه را ترک کرده و از ترکیه به سوریه سفر کرده‌است. تحولات مربوط به محل نگهداری بومددین تا مارس ۲۰۱۹ ادامه‌دار نشد، زمانی که دوروتی ماکره - همسر فابین کلین - حدس زد که بومددین در اواخر فوریه در نبرد باغوز فوقانی در سوریه کشته شده‌است.
با این حال، در ماه مارس سال ۲۰۲۰، یک زن جهادگر فرانسوی به قاضی گفت که وی در ماه اکتبر ۲۰۱۹ در اردوگاه آل هاول با بومددین دیدار کرد. بومددین هویت جعلی اقامت داشت و موفق به فرار شد. سرویس‌های اطلاعاتی فرانسه فکر می‌کنند که این اطلاعات قابل قبول و معتبر است زیرا نشانه‌های قبلی را تأیید می‌کند.
پس از ۱۲ ژانویه ۲۰۱۵ و به مدت نامشخص، به عنوان بخشی از عملیات سنتینل، تقریباً ۱۰٬۵۰۰ پرسنل نظامی در فرانسه برای تأمین امنیت ۸۳۰ مکان حساس (مدرسه، کلیساها، سازمان‌های مطبوعاتی و غیره) در فرانسه مستقر شدند. شدت این حملات تروریستی فرانسه را مجبور به اقدام فوری برای جلوگیری از هرگونه حمله مرتبط دیگر کرد.
در آن زمان، این حملات شامل مرگبارترین اقدام تروریستی در فرانسه از زمان بمب‌گذاری قطار ویتری-لو-فرانسوا در سال ۱۹۶۱ توسط سازمان ارتش سری (OAS) بود که علیه استقلال الجزایر کار می‌کرد. ده ماه بعد، با حملات نوامبر ۲۰۱۵ پاریس، مقدار تلفات عبور کرد.

## حوادث دیگر

### حملات سایبری
رسانه‌های فرانسوی گزارش دادند که هکرها در هنگام این حملات، امنیت وب سایت‌های شهرداری فرانسه را نقض کرده و آنها را برای نمایش تبلیغات جهادی تغییر داده‌اند. وزارت دفاع فرانسه و نهادهای امنیتی گزارش دادند که در پی انتشار شارلی ابدو با تصویر محمد بر روی جلد، حدود ۱۹۰۰۰ وب سایت فرانسوی در یک موج بی‌سابقه مورد حملات محروم‌سازی از سرویس قرار گرفتند. وب سایت‌های مشاغل فرانسوی، گروه‌های مذهبی، دانشگاه‌ها و شهرداری‌ها نیز برای نمایش پیام‌های طرفدار اسلام هک و تغییر یافتند.

### حوادث در مساجد
در هفته پس از تیراندازی، سازمان " L'Observatoire contre l'islamophobie du Conseil français du culte musulman (CFCM) " خواستار تقویت نظارت بر مساجد شد. وزارت کشور فرانسه گزارش داد که ۵۴ حادثه ضد مسلمان در فرانسه در هفته اول پس از تیراندازی ثبت شده‌است. این در مقایسه با ۱۱۰ شکایت در ۹ ماهه نخست سال ۲۰۱۴ است. حوادث ۲۰۱۵ شامل ۲۱ گزارش از تیراندازی و پرتاب نارنجک خالی به ساختمانهای اسلامی از جمله مساجد بود؛ و ۳۳ مورد تهدید و توهین شخصی.  پس از انتشار خبر حمله ۸ ژانویه، سه نارنجک خالی به مسجدی در لمانز، غرب پاریس پرتاب شد. یک سوراخ گلوله جدید در پنجره‌های آن پیدا شد. علاوه بر این، یک نمازخانه مسلمان در Port-Nouvelle هدف تیراندازی قرار گرفت، اما هیچ‌کس آسیب ندید. انفجاری در یک رستوران وابسته به یک مسجد در وییوفرانش سور سئون رخ داد اما هیچ تلفاتی گزارش نشده‌است.